# (13964) La Billardière
13964 La Billardiere (1991 PO5) – planetoida z pasa głównego asteroid okrążająca Słońce w ciągu 5,73 lat w średniej odległości 3,2 j.a. Odkryta 3 sierpnia 1991 roku.